# Jardín botánico Octavio Velarde Núñez
El Jardín Botánico Octavio Velarde Núñez es un jardín botánico de unas 2 hectáreas de extensión, que se encuentra en Lima, Perú, y depende administrativamente de la Universidad Nacional Agraria La Molina, (UNALM).
Su nombre es en honor a Octavio Velarde Núñez, botánico peruano, profesor de botánica general en la facultad de ciencias de la Universidad Nacional Mayor de San Marcos, de agrostología en veterinaria; y de botánica general, botánica sistemática y pastos, director del jardín botánico y del jardín de pastos en la Universidad Agraria La Molina, donde fue decano de la facultad de agronomía.

## Localización
El Jardín Botánico Octavio Velarde Núñez se encuentra en el Campus de la Universidad Nacional Agraria La Molina, Avenida La Universidad s/n, La Molina, Lima, Perú.
- Teléfonos: 349-5647 anexo 254 (Jardín Botánico), 349-5669 o 349-5647 anexo 273 (Dpto. Biología)

## Historia
El Jardín Botánico Octavio Velarde Núñez de la Universidad Nacional Agraria La Molina se fundó en 1904.
Posteriormente, en 1933, fue traslado de su ubicación inicial a unos terrenos de La Molina, en el lugar que ocupa en la actualidad.

## Colecciones
El jardín botánico cuenta con 7 familias de Gimnospermas y alrededor de 60 familias de Angiospermas.
Las especies vegetales que alberga este jardín botánico según su procedencia:
- Plantas del Perú

Desde el punto de sus biotopos el Perú se divide en 3 territorios:
- - Costanero,
  - Andino,
  - Amazónico,

Teniendo presentes especies vegetales de cada uno de ellos.
El Cactario del Jardín Botánico Octavio Velarde Núñez es una colección de cactus iniciada el año 2001 con cactus de todo el país, sobre todo las especies endémicas siendo su objetivo la preservación de las especies amenazadas y constituir una reserva genética para trabajos de investigación, divulgación y reintroducción en sus medios naturales.
- Plantas del resto del mundo

En el Jardín Botánico se encuentran plantas procedentes de otros países, como las coníferas del Hemisferio Norte, el ombú (Phytolacca dioica), de Argentina, varias especies de árboles de África y de los bosques de China y las cycas de los bosques tropicales.